# Tự áp bức do nội tâm hóa
Trong lý thuyết công lý xã hội, sự tự áp bức do nội tâm hóa (tiếng Anh: internalized oppression) là việc nhóm bị áp bức tự chống lại mình qua việc sử dụng chính kỳ thị của nhóm gây ra áp bức. Điều này xảy ra khi một nhóm nhận thấy có một sự thua kém về giá trị so với một nhóm khác và mong muốn trở thành giống với nhóm kia.
Thành viên của các nhóm bị lề hóa (marginalized) có thể có cái nhìn mang tính áp bức với chính bản thân nhóm mình, hoặc khẳng định lại những định kiến tiêu cực về bản thân nhóm mình. Có thể thấy sự tự áp bức do nội tâm hóa ở cả cấp độ cá nhân lẫn cấp độ nhóm, và điều này có thể dẫn đến mâu thuẫn hoặc phân biệt đối xử ngay chính trong nội bộ nhóm.
Sự tự áp bức nội tâm hóa cũng có thể tồn tại trong nhóm những người nhập cư và con cháu của họ. Nếu cộng đồng chủ nhà coi thường nguồn gốc dân tộc, ngôn ngữ hay văn hóa của người nhập cư, nhóm này có thể cảm thấy mình thấp kém hơn. Điều này có thể dẫn đến sự tự ghét bỏ bản thân (self-hatred), thể hiện qua sự tuân phục (conformity) quá mức với các chuẩn mực thống trị. Người nhập cư cũng có thể phản ứng với điều đó bằng cách hòa nhập văn hóa và tiếp biến văn hóa.

## Phân loại
Sự tự kỳ thị chủng tộc do nội hóa (internalized racism) xảy ra khi thành viên của một nhóm vốn là đối tượng của sự phân biệt chủng tộc có thái độ phân biệt chủng tộc đối với chính nhóm của mình. Nó cho thấy sự thiếu tự tin. Sự phân biệt chủng tộc do nội tâm hóa thường là hậu quả của chủ nghĩa thưc dân, khi mà những người bị thực dân hóa đánh mất đi bản sắc của chính mình và ghi nhận những giá trị của xã hội thực dân; điều này có thể diễn ra từ từ, trong thời gian dài. Một trong những ví dụ tiêu biểu là thực hành làm trắng da (skin whitening) (xem thêm chủ nghĩa màu da - colorism)  bắt gặp ở các nước châu Phi và châu Á.
Sự tự kỳ thị đồng tính luyến ái do nội hóa (internalized homophobia), còn được gọi là chủ nghĩa dị tính do nội tâm hóa, xảy ra trong cộng đồng LGBT khi các cá nhân tuân phục thái độ kỳ thị dị tính của một nền văn hóa. Nó có mối tương quan tích cực với tâm lý đau khổ và mối tương quan tiêu cực với lòng tự trọng.  Sự kỳ thị đồng tính do nội tâm hóa gắn liền với cảm giác tội lỗi và hổ thẹn (đặc biệt là ở giới trẻ) và dẫn đến gia tăng cảm giác lo lắng, trầm cảm và tự tử.
Trong sự tự phân biệt giới do nội hóa (internalized sexism), các cá nhân (nói chung là phụ nữ) có thái độ áp bức với chính giới tính của mình, là thứ vốn tạo ra bởi văn hóa. Một ví dụ là slut-shaming, trong đó chính phụ nữ chỉ trích sự vi phạm những quy tắc về mặt tình dục được thừa nhận với bản thân và những phụ nữ khác.
Một loạt các áp bức nội tâm hóa có thể cùng xảy đến khi một cá nhân thuộc về nhiều hơn một nhóm bị áp bức; ví dụ, một phụ nữ da màu có thể vừa trải nghiệm sự phân biệt chủng tộc lẫn sự phân biệt giới do nội tâm hóa, hoặc một người có thể vừa là người da màu, vừa là một người đồng tính (và cũng có thể tự kỳ thị đồng tính trong nội tâm).

## Nguyên nhân
Sự tự áp bức do nội tâm hóa "xảy ra khi một người nội tâm hóa (internalized) những thành kiến mang tính áp bức với (các) nhóm bản sắc (identity) mà người đó thuộc về". Điều này xảy ra khi "[các] áp bức xã hội như sự phân biệt chủng tộc, phân biệt giới tính, chủ nghĩa duy thể, chủ nghĩa giai cấp, chủ nghĩa dị tính, kỳ thị giới và tôn giáo, và chủ nghĩa bài Do Thái" được cài cắm và [hoạt động] hướng tới lợi ích của các nhóm thống trị. Sự tự áp bức do nội tâm hóa "phụ thuộc vào sự hạn chế, ngăn chặn và phá hoại một cách có hệ thống thành công, đổi mới, và quyền lực" của các cá nhân hay nhóm người bị áp bức. Một số cá nhân sẽ sao chép (và nội tâm hóa) "sự loại bỏ mang tính thể chế sự khác biệt," không " kiểm tra những sai lệch do ... đặt tên sai [những sự khác biệt này] và ảnh hưởng của chúng đối với hành vi và kỳ vọng của con người. " 

## Hậu quả
"Nếu phụ nữ bị vây quanh bởi những người coi họ là kẻ dưới, không có năng lực hoặc không kiểm soát được hành động của mình, phụ nữ có thể sẽ nhìn nhận bản thân theo cách tương tự, ngay cả trong tiềm thức." Sự tự áp bức do nội tâm hóa nuôi dưỡng niềm tin rằng bản thân không thể tự chủ, không xứng đáng để nắm giữ quyền lực và không là gì hơn là đối tượng cho sự thỏa mãn tình dục (xem mục khách quan hóa tình dục - sexual objectification). "Sự tự áp bức về tâm lý có thể gây tổn hại đến mối quan hệ đạo đức của một người với bản thân... Vì những người có thành kiến áp bức đã được nội tâm hóa thường tiếp tục tham gia vào những hành vi nối dài những thành kiến đó, nên sự tự áp bức do nội tâm hóa không chỉ là triệu chứng bên ngoài của một môi trường xã hội mang tính áp bức, nó còn đại diện cho một cơ chế đảm bảo sự tồn tại tiếp tục của môi trường đó".
Theo Valerie Joseph và Tanya O. Williams, sinh viên tiến sĩ của Đại học Massachusetts Amherst, "sự tự phủ định chủng tộc sâu sắc [,] ... hận thù chủng tộc do nội hóa [và] sự tự áp bức do nội hóa ... cản trở sự phát triển khi người dân và học giả [của chủng tộc bị áp bức] kìm hãm khả năng [của chính họ] để trở nên ... sâu sắc, mạnh mẽ và xinh đẹp... Các cá nhân có thể bị làm cho cho cảm thấy "có liên hệ với việc tuân thủ các giá trị và mục tiêu" của xã hội thống trị.
Sự tự áp bức do nội tâm hóa cũng có thể xảy ra ở cá nhân những người khuyết tật. Những người này có thể tự tạo khoảng cách với những người khuyết tật khác để tránh bị xã hội coi là "yếu đuối" hay "lười biếng" (như những người khuyết tật khác).
Nabina Liebow viết: "Những người da màu đã nội tâm hóa khuôn mẫu về tội phạm và sự lệch lạc về đạo đức ...có thể ... tự nhìn nhận mình như những kẻ ngoài vòng pháp luật của cộng đồng đạo đức" và có thể "thực hiện những hành động mà sẽ tiếp tục nối dài những thành kiến này ... Việc hiện thực hóa những khuôn mẫu này tiếp tục đẩy họ ra ngoài khuôn khổ đạo đức và củng cố căn tính (identity) hư hỏng đạo đức của họ... Nội tâm hóa những khuôn mẫu về tội phạm và sự lệch lạc đạo đức có thể dẫn đến cảm giác lan tràn tội lỗi ... Cảm giác tội lỗi dai dẳng có thể dẫn đến những hậu quả về sức khỏe tâm thần như trầm cảm" và "đối diện nhiều lần với cảm giác tội lỗi và những cảm giác tương tự có thể dẫn đến một loạt các thách thức về sức khỏe như đối phó rối loạn chức năng (dysfunctional coping), béo phì bụng dưới (abdominal obesity) và không dung nạp glucose (glucose intolerance), kẻ đồng lõa với sự phát triển của bệnh tiểu đường type 2".